# ستيفان إنجل
ستيفان إنجل (بالألمانية: Stefan Engel) (و. 1878 – 1968 م) هو طبيب أطفال، وأستاذ جامعي، من المملكة المتحدة، توفي في لندن، عن عمر يناهز 90 عاماً.